# Malbork (comune rurale)
Malbork (ted. Marienburg) è un comune rurale polacco del distretto di Malbork, nel voivodato della Pomerania.
Ricopre una superficie di 100,93 km² e nel 2017 contava 4 791 abitanti.
Il capoluogo è Malbork, che non fa parte del territorio ma costituisce un comune a sé.